# One Survivor Remembers
One Survivor Remembers es un documental de 1995 dirigido por Kary Antholis, en el que la superviviente del Holocausto Gerda Weissmann Klein rememora el suplicio que sufrió durante seis años como víctima de la crueldad del nazismo, incluyendo la pérdida de sus padres, hermano, amigos, hogar, posesiones y comunidad.
El documental, producido por HBO y el Museo del Holocausto (Washington D. C.), ganó el Óscar al Mejor Documental Corto en 1995 y el premio Emmy como Especial Informativo Destacado (1994-1995). En 2005 el Southern Poverty Law Center lo incluyó en el currículum de un programa  para la Enseñanza de la Tolerancia enfocado a profesores de secundaria para la enseñanza a los alumnos de la realidad del Holocausto.
- Datos: Q5562075